# Tarik Elyounoussi
Tarik Elyounoussi (sinh ngày 23 tháng 2 năm 1988) là một cầu thủ bóng đá người Na Uy đang thi đấu ở vị trí tiền đạo cho câu lạc bộ Shonan Bellmare.

## Đội tuyển bóng đá quốc gia Na Uy
Elyounoussi thi đấu cho đội tuyển bóng đá quốc gia Na Uy từ năm 2008 đến 2019.

## Thống kê sự nghiệp

### Nhật Bản
| Đội tuyển bóng đá Na Uy | Đội tuyển bóng đá Na Uy | Đội tuyển bóng đá Na Uy |
| Năm                     | Trận                    | Bàn                     |
| ----------------------- | ----------------------- | ----------------------- |
| 2008                    | 3                       | 1                       |
| 2009                    | 0                       | 0                       |
| 2010                    | 0                       | 0                       |
| 2011                    | 1                       | 0                       |
| 2012                    | 9                       | 3                       |
| 2013                    | 13                      | 2                       |
| 2014                    | 8                       | 2                       |
| 2015                    | 2                       | 0                       |
| 2016                    | 1                       | 0                       |
| 2017                    | 6                       | 0                       |
| 2018                    | 7                       | 0                       |
| 2019                    | 7                       | 1                       |
| Tổng cộng               | 57                      | 9                       |